# Ykkönen 2018
Die Ykkönen 2018 war die 25. Spielzeit der zweithöchsten finnischen Fußballliga unter diesem Namen und die insgesamt 81. Spielzeit seit der offiziellen Einführung einer solchen im Jahr 1936. Sie begann am 28. April und endete am 27. Oktober 2018.

## Modus
Die zehn Mannschaften spielten jeweils drei Mal gegeneinander. Der Meister stieg direkt in die Veikkausliiga 2019 auf, der Zweitplatzierte konnte über die Relegation aufsteigen. Die letzten beiden Vereine stiegen in die Kakkonen ab.

## Teilnehmer und ihre Spielstätten
Als Aufsteiger aus der Kakkonen 2017 kamen Klubi 04, AC Kajaani und KTP Kotka dazu. Letzterer übernahm den Ligaplatz von Oulun Palloseura, da dieser keine Lizenz erhielt. Aus der Veikkausliiga 2017 stiegen JJK Jyväskylä und Helsingfors IFK als Verlierer der Relegation ab.
| Verein                   | Stadt       | Stadion                 | Kapazität |
| ------------------------ | ----------- | ----------------------- | --------- |
| Haka Valkeakoski         | Valkeakoski | Tehtaan kenttä          | 6.400     |
| Ekenäs IF                | Raseborg    | Ekenäs centrumplan      | 2.500     |
| Helsingfors IFK Klubi 04 | Helsinki    | Sonera Stadium          | 10.7660   |
| FF Jaro                  | Jakobstad   | Jakobstads Centralplan  | 5.000     |
| JJK Jyväskylä            | Jyväskylä   | Harjun stadion          | 3.000     |
| AC Kajaani               | Kajaani     | Kajaanin liikuntapuisto | 1.000     |
| Kokkolan Palloveikot     | Kokkola     | Kokkolan Keskuskenttä   | 2.000     |
| KTP Kotka                | Kotka       | Arto Tolsa Arena        | 4.780     |
| AC Oulu                  | Oulu        | Raatin Stadion          | 6.996     |

## Abschlusstabelle
| Pl. | Verein                 | Sp. | S  | U  | N  | Tore    | Diff. | Punkte |
| --- | ---------------------- | --- | -- | -- | -- | ------- | ----- | ------ |
| 1.  | Helsingfors IFK (A, R) | 27  | 16 | 6  | 5  | 047:220 | +25   | 54     |
| 2.  | Kokkolan Palloveikot   | 27  | 16 | 4  | 7  | 044:260 | +18   | 52     |
| 3.  | Ekenäs IF              | 27  | 12 | 11 | 4  | 036:260 | +10   | 47     |
| 4.  | AC Oulu                | 27  | 13 | 5  | 9  | 041:300 | +11   | 44     |
| 5.  | Haka Valkeakoski       | 27  | 12 | 7  | 8  | 041:280 | +13   | 43     |
| 6.  | FF Jaro                | 27  | 11 | 5  | 11 | 034:300 | +4    | 38     |
| 7.  | KTP Kotka (N) 1        | 27  | 7  | 8  | 12 | 029:400 | −11   | 29     |
| 8.  | AC Kajaani (N)         | 27  | 6  | 7  | 14 | 040:530 | −13   | 25     |
| 9.  | JJK Jyväskylä (A)      | 27  | 4  | 8  | 15 | 032:520 | −20   | 20     |
| 10. | Klubi 04 (N)           | 27  | 4  | 7  | 16 | 027:640 | −37   | 19     |

Platzierungskriterien: 1. Punkte – 2. Tordifferenz – 3. geschossene Tore

| Zum Saisonende 2018:                                                                                    |                                                                      |
| Aufsteiger in die Veikkausliiga 2019 Teilnahme an der Relegation zum Aufstieg Absteiger in die Kakkonen |                                                                      |
| |                                                                      |
| Zum Saisonende 2017:                                                                                    |                                                                      |
| (A) | Absteiger aus der Veikkausliiga 2017: JJK Jyväskylä, Helsingfors IFK |
| (R) | Verlierer der Relegation: Helsingfors IFK                            |
| (N) | Neuaufsteiger aus der Kakkonen: Klubi 04, AC Kajaani, KTP Kotka      |

### Relegation
Aufstieg
Der 11. der Veikkausliiga 2018 spielte gegen den 2. der Ykkönen 2018 in einer Play-off-Runde mit Hin- und Rückspiel um die Relegation. Das Hinspiel fand am 31. Oktober und das Rückspiel am 3. November 2018 statt. Der Sieger qualifizierte sich für die Veikkausliiga 2019.
|                      | Gesamt    |          | Hinspiel | Rückspiel |
| -------------------- | --------- | -------- | -------- | --------- |
| Kokkolan Palloveikot | (a)1:1(a) | Turku PS | 0:0      | 1:1       |

## Torschützenliste
| Pl. | Name                   | Team                 | Tore |
| --- | ---------------------- | -------------------- | ---- |
| 01. | Alberto Alvarado Morín | AC Oulu              | 17   |
| 02. | Tuomas Mustonen        | Helsingfors IFK      | 12   |
| 03. | Adeniyi Ibiyomi        | AC Kajaani           | 11   |
| 03. | Kalle Multanen         | Kokkolan Palloveikot | 11   |
| 03. | Aleksi Pahkasalo       | KTP Kotka            | 11   |
| 03. | Pekka Sihvola          | Helsingfors IFK      | 11   |
| 07. | Saku Leppänen          | JJK Jyväskylä        | 10   |
| 08. | Christopher Mandiangu  | FF Jaro              | 08   |
| 08. | Akseli Ollila          | Ekenäs IF            | 08   |